# Norra Strö församling
Norra Strö församling var en församling i Lunds stift och i Kristianstads kommun. Församlingen uppgick 2003 i Araslövs församling.

## Administrativ historik
Församlingen har medeltida ursprung. Före den 1 januari 1886 (ändring enligt beslut den 17 april 1885) var namnet Strö församling. En del av socknen, Hyllinge, tillhörde före 1889 Luggude härad i Malmöhus län och överfördes då till samma härad och län som övriga socknen.
Församlingen var till 2003 annexförsamling i pastoratet Färlöv och (Norra) Strö som till senast 1707 även omfattade Araslövs församling och från 1962 Önnestads församling. Församlingen uppgick 2003 i Araslövs församling.

## Kyrkor
- Norra Strö kyrka